# Округ Камберланд (Њу Џерзи)
Камберленд (енгл. Cumberland County) је округ у америчкој савезној држави Њу Џерзи.

## Демографија
По попису из 2010. године број становника је 156.898, што је 10.46 (7,1%) становника више него 2000. године.
| Група             | 2000.          | 2010.          |
| Белци             | 85.510 (58,4%) | 78.931 (50,3%) |
| Афроамериканци    | 29.585 (20,2%) | 31.741 (20,2%) |
| Азијати           | 1.397 (1,0%)   | 1.907 (1,2%)   |
| Хиспаноамериканци | 27.823 (19,0%) | 42.457 (27,1%) |
| Укупно            | 146.438        | 156.898        |